# Опсесија
Опсесије су идеје, мисли, представе, које се намећу против воље појединца, опседају га и изазивају стрепњу. Опсесивне мисли се концентришу на извесне религијске и метафизичке проблеме, на неке еротске и агресивне теме, али и на проблеме чистоће, уредности, реда, пристојности, сигурности. Опсесивне мисли јављају се као симптом у склопу опсесивно-компулзивне неурозе, али, понекад, и код меланхолије и схизофреније.